# Volcano (South Park)
Cet article concerne l'épisode de South Park. Pour les autres significations, voir Volcano.
Volcano est le troisième épisode de la première saison de la série télévisée d'animation américaine South Park. Il est diffusé pour la première fois le 27 août 1997 aux États-Unis, sur la chaîne de télévision Comedy Central. Dans l'épisode, Stan, Kyle, Cartman et Kenny partent chasser avec Jimbo, l'oncle de Stan, et Ned, son meilleur ami. Au cours de cette aventure, Stan se sent frustré par sa difficulté à tirer sur un animal, tandis que Cartman essaie d'effrayer les autres avec l'histoire d'une créature extraordinaire nommée Kukrapok. Pendant ce temps, le groupe ignore que le volcan voisin est sur le point d'entrer en éruption.
L'épisode a été écrit par les cocréateurs de la série Trey Parker et Matt Stone et a été classé TV-MA aux États-Unis. Il a été inspiré par les films catastrophe Volcano et Le Pic de Dante, qui ont fortement déplu à Parker et Stone.
L'un des thèmes de l'intrigue est la quantité démesurée de gibier abattu (et inutilisé) à l'occasion d'une partie de chasse, que les deux réalisateurs ont connu à travers leur enfance dans le Colorado. Stone a hésité à traiter ce thème, redoutant des réactions hostiles de la part du lobby des chasseurs, mais Parker, inspiré par le sujet, a insisté pour le traiter dans l'épisode.
Volcano est le troisième épisode de la série, mais a été diffusé en tant que deuxième de la saison. L'animation par ordinateur du volcan (qui est en 2D numérique) a été grandement améliorée par rapport aux premiers épisodes ; Parker et Stone ont été particulièrement satisfaits par la lave, prévue pour ressembler à du papier cartonné de couleur orange.
Volcano a reçu des critiques globalement positives et a été nommé en 1997 dans la catégorie « Épisode de série télévisée » aux Environmental Media Awards. Un peu plus d'un million de téléspectateurs ont regardé l'épisode selon les estimations de l'Échelle de Nielsen.
C'est dans cet épisode que Ned et Randy Marsh font leur première apparition dans la série. Ce dernier, qui est le géologue de la ville, n'apparaît comme le père de Stan que dans les épisodes ultérieurs. L'épisode marque l'une des deux seules apparitions de Kukrapok, personnage populaire mineur qui apparaît dans les jeux vidéo South Park 10 : The Game et South Park Rally.
L'épisode parodie les Duck and Cover, des vidéos éducatives datant des années 1950 et 1960 qui conseillent de se cacher sous les tables en cas d'explosion nucléaire.

## Synopsis
Jimbo, l'oncle de Stan, et son vieux copain de la guerre du Viêt Nam, Ned, emmènent Stan, Kenny, Kyle et Cartman chasser dans les montagnes. Une fois arrivés, Jimbo explique aux garçons comment chasser : s'ils voient un animal, ils doivent crier « Mon Dieu, il fonce droit sur nous ! » avant de l'abattre. Il s'agit de contourner les lois écologistes en prétextant avoir tué la bête « en légitime défense ». Incapable de tirer sur un être vivant, Stan se montre horrifié par la chasse. Kenny se révèle quant à lui très doué et impressionne Jimbo. Pendant ce temps, Randy, le géologue de South Park, découvre que le mont Evanston, le volcan sur lequel les garçons sont partis chasser, est sur le point d'entrer en éruption. Il en fait part au maire McDaniels, qui décide d'alerter les médias. Durant la nuit, Cartman raconte l'histoire de Kukrapok, une créature effroyable qui vit dans la montagne, avec une branche de céleri à la place de la main gauche et une jambe « en Patrick Duffy ». Le lendemain, Jimbo emmène Kenny à la pêche et fait de lui son « neveu honoraire », blessant l'amour-propre de Stan. Cartman décide de se déguiser en Kukrapok pour convaincre les autres de l'existence de la créature, et les effrayer par la même occasion. Dans ce but, il s'éloigne de ses compagnons. Le croyant disparu, les autres partent à sa recherche. Peu de temps après, ils aperçoivent Cartman déguisé en Kukrapok et le prennent en chasse. Après l'avoir rattrapé au pied de la montagne, Stan tente de lui tirer dessus pour se racheter aux yeux de son oncle. Mais il est incapable de le faire, et ses hésitations laissent à Cartman le temps d'enlever son costume. Pendant ce temps, à South Park, les habitants décident de creuser une tranchée afin de détourner la lave de la ville. Soudain, le volcan entre en éruption. Les garçons tentent de s'enfuir (Kenny manque de mourir brûlé par une boule de feu) mais se retrouvent piégés de l'autre côté de la tranchée. C'est alors qu'à la surprise générale — surtout celle de Cartman — apparaît le véritable Kukrapok, qui sauve Jimbo, Ned et les garçons en fabriquant une nacelle à l'aide d'un tronc d'arbre. La lave s'écoule ensuite à travers la tranchée et détruit Denver à la suite des mauvais calculs du géologue. On apprend que Kenny s'en est sorti. Tout le monde remercie Kukrapok, mais Stan, encore pour se racheter aux yeux de son oncle, tire sur la créature qui vient de les sauver. Malheureusement pour Stan, Jimbo n'est pas vraiment impressionné. Contrarié, il dit au garçon qu'il sera toujours son neveu, mais qu'« il y a des trucs qu'on peut tuer, et d'autres qu'on n'a pas le droit de tuer ». Stan ne comprend pas, puisqu'un peu plus tôt dans l'épisode Jimbo a lui-même essayé de tuer Kukrapok. Ned, brusquement pris de dégoût pour les armes à feu, jette son fusil, lequel tue accidentellement Kenny en tombant par terre. Les garçons décident finalement d'arrêter la chasse et de rester regarder des dessins animés à la maison.

## Production

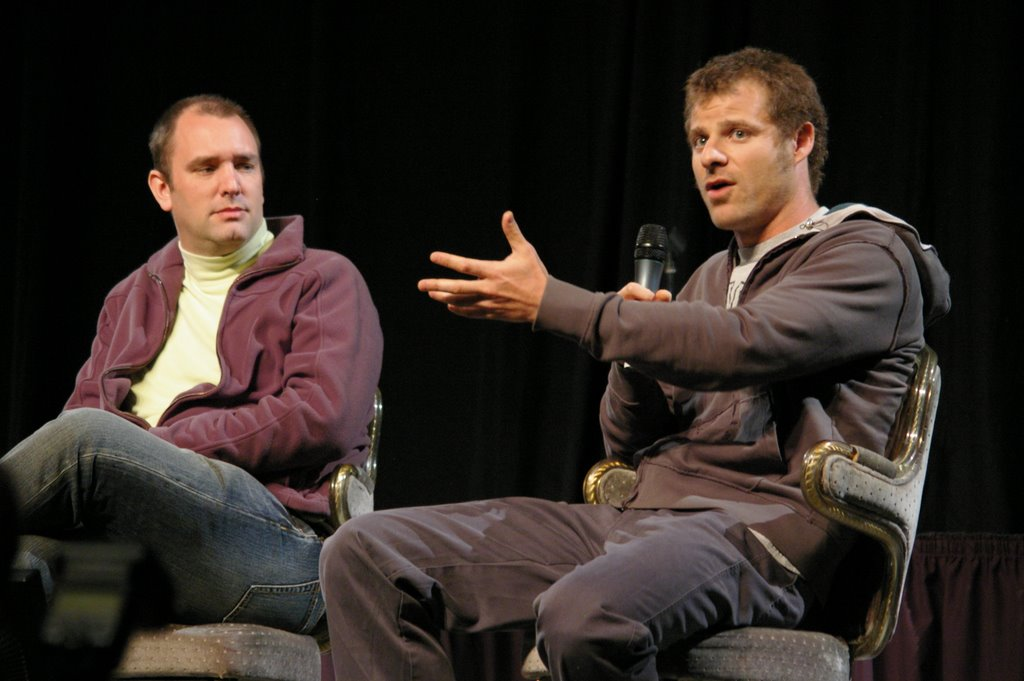
Les cocréateurs de South Park Trey Parker et Matt Stone ont écrit et réalisé Volcano.

Volcano est écrit et réalisé par les cofondateurs de la série Trey Parker et Matt Stone. L'épisode est inspiré des films catastrophe d'Hollywood liés aux volcans, tels que Le Pic de Dante (1997) et Volcano (1997), sortis à l'époque où Parker et Stone étaient en train d'écrire le script de l'épisode ; ces derniers les considéraient comme deux des plus mauvais films jamais réalisés. Stone a dit : « Si vous regardez cet épisode et puis qu'ensuite vous allez regarder le film Volcano, vous verrez que [l'épisode] fait plus de sens ». Debbie Liebling, productrice de South Park au moment de la diffusion de Volcano, a déclaré que le volcan en éruption dans l'épisode a aidé à établir le cadre d'un lieu où « tout peut arriver ». Bien que Stone et Parker ont reconnu qu'un volcan ne pouvait pas réellement entrer en éruption dans cette ville du Colorado, ils ont estimé qu'ils avaient quand même le droit d'en créer un dans l'épisode, puisque le film Volcano se déroule à Los Angeles. Stone a dit que « s'ils pouvaient le faire, nous aussi ». De même, les deux hommes ont reconnu que la tranchée construite dans l'épisode ne suffirait pas à détourner la lave, mais ils l'ont incluse car selon Parker, dans « n'importe quel film aujourd'hui, c'est essentiellement là qu'ils sont stupides ».
Concernant l'intrigue, qui traite en grande partie de la chasse, les réalisateurs se sont inspirés de leur jeunesse dans le Colorado. Aucun des deux hommes n'étaient des chasseurs. Parker a déclaré que Stone hésitait à aborder le sujet de la chasse, craignant des répercussions ; mais lui était décidé et s'est basé sur ses souvenirs de son passé et celui de son père, qui détestait l'idée de tuer un animal malgré l'enthousiasme du grand-père de Parker, semblable à Jimbo. D'après Parker, la plupart des épisodes de la première saison traitant de sujets considérés comme tabou en 1997 auraient été bien moins controversés cinq ans plus tard, à l'exception de Volcano. Puisque l'épisode met en scène des enfants buvant de la bière et pointant leurs armes les uns sur les autres, Parker a déclaré qu'il ne pensait pas que Comedy Central accepterait de diffuser l'épisode après la fusillade de Columbine en 1999. Parker a déclaré qu'« à l'époque, des gamins pointant leurs armes les uns sur les autres était plutôt drôle, mais ça ne l'est plus vraiment maintenant. »,.
Les animateurs de South Park ont passé les quatre premiers épisodes de la série à essayer de perfectionner l'animation des personnages. Parker et Stone ont senti avec Volcano — qui a été produit après Muscle Plus 4000 — la texture s'améliorer, ainsi que les petits détails comme les lignes du contour des yeux des personnages. Alors que l'épisode pilote, Cartman a une sonde anale, avait été animé avec du papier cartonné, les épisodes suivants ont été faits à l'ordinateur. Néanmoins, Parker et Stone voulaient notamment conserver l'aspect brut du papier cartonné ; ils ont expressément demandé que le ciel nocturne ressemble à un morceau de papier noir avec des trous en forme d'étoiles, comme c'était le cas dans l'épisode pilote. Stone et Parker étaient particulièrement fiers de l'animation de la lave, qui selon eux a pris des heures pour être perfectionnée, mais ils ont reconnu que la lave ressemblait finalement à du papier cartonné orange. La boule de lave jaillissant du volcan et manquant de tuer Kenny a été directement inspirée du film Volcano. Parker et Stone se sont présentés avec le personnage de Kukrapok lors d'une conversation fortuite avec Debbie Liebling, la productrice exécutive de Comedy Central. Lors de leur rencontre, ils ont simplement commencé à dessiner le personnage en représentant une branche de céleri à la place de la main gauche et une jambe en « Patrick Duffy », sans raison particulière. Kukrapok apparaît également dans La Ville au bord de l'éternité, le 7e épisode de la deuxième saison. Kukrapok se révèle être un personnage réel, plutôt qu'issu d'une histoire ridicule, et est donc le premier exemple de la propension de Cartman à raconter des choses scandaleuses et totalement irréalistes qui se révèlent être vraies. Stone a annoncé qu'« il a plus souvent raison qu'il ne se trompe ».
L'épisode Volcano était en production lorsque South Park a débuté le 13 août 1997. Les cadres de Comedy Central ne s'opposaient pas à la plupart du contenu de l'épisode mais souhaitaient supprimer la scène durant laquelle Kyle pète tout en parlant à Stan, jugeant que l'absence de réaction des autres personnages ne produisait pas l'effet comique escompté. Parker et Stone ont insisté pour que ce passage reste dans l'épisode, pensant au contraire que c'est l'absence de toute réaction qui est drôle. Lors des gros plans sur le visage de Cartman racontant l'histoire de Kukrapok, les flammes de l'incendie cessent de bouger. Parker et Stone ont remarqué cette erreur après que l'épisode a été filmé, mais n'ont pas eu le temps de corriger l'erreur avant la diffusion ; l'épisode fut donc laissé en l'état. Un chat, qui apparaît en arrière-plan de l'une des scènes en plein air, est basé sur le chat de Parker, nommé Jake. La scène dans laquelle Ned prend feu s'inspire d'une expérience de Parker réalisée au cours d'un voyage en camping dans le Colorado, où il avait essayé de faire un « feu à l'indienne », dans lequel on verse de l'essence afin de créer de grandes flammes. Bien que personne n'ait pris feu, Parker a déclaré que cette expérience avait été un échec et avait failli brûler toute la forêt. Après avoir terminé l'épisode, Parker et Stone se sont rendu compte que Volcano était environ deux minutes plus court que la longueur du temps nécessaire pour l'épisode. Afin d'ajouter du temps à l'épisode, Parker et Stone ont inséré la scène où Ned chante la chanson Kumbaya autour du feu, ainsi que le long arrêt sur image de Chef et du maire McDaniels apprenant l'éruption imminente du volcan.
En plus de Kukrapok, Volcano marque la première apparition des personnages récurrents Randy Marsh et Ned Gerblanski. Randy est introduit comme le géologue de South Park, et ce n'est que dans l'épisode Un éléphant fait l'amour à un cochon qu'il est présenté comme le père de Stan,. Parker, qui a donné sa voix à Randy, a déclaré que la conception, la voix et la personnalité du personnage se basaient sur son père, qui travaille pour l'Institut d'études géologiques des États-Unis. Parker a dit que son père était très calme dans la vie réelle, et que l'impassibilité de Randy qui découvre le volcan en sirotant un café illustrait « la réaction de [son] père à presque n'importe quoi ». L'apparence de Ned est inspirée d'un dessin de Parker fait au lycée, bien que le personnage n'avait à l'origine pas de larynx. Sa voix est basée sur celle d'une serveuse dans un KFC à Boulder, dans le Colorado, où Parker et Stone se rendaient souvent lorsqu'ils fréquentaient l'université du Colorado à Boulder. Les deux anciens étudiants ont dit que s'ils retournaient l'écouter, sa voix grave leur ferait perdre l'appétit. Stone et Parker ont eu du mal à créer la bonne voix pour le personnage ; ils ont même essayé de mettre le microphone directement sur la gorge, à l'emplacement du larynx, mais ont finalement décidé que la meilleure façon de créer la voix du personnage était avec une simulation de voix naturelle.
Volcano est sorti aux côtés de cinq autres épisodes dans un coffret de trois DVD le 5 mai 1998, marquant la première disponibilité en vidéo de South Park en magasin. L'épisode a été publié sur le premier volume avec Cartman a une sonde anale, mais aussi d'autres épisodes exclusifs comme Un éléphant fait l'amour à un cochon, La Mort, Muscle Plus 4000 et Une promenade complètement folle avec Al Super Gay. La première saison complète de South Park est sortie le 12 novembre 2002, dans un coffret DVD avec les treize épisodes, y compris Volcano. Parker et Stone ont enregistré des pistes de commentaires pour chaque épisode, mais les pistes n'ont pas été incluses dans les DVD en raison de « normes » et de problèmes avec certaines déclarations. Ils ont refusé d'autoriser les pistes à être éditées ou censurées et les ont publiées sur un CD séparément,.

## Références culturelles et impact

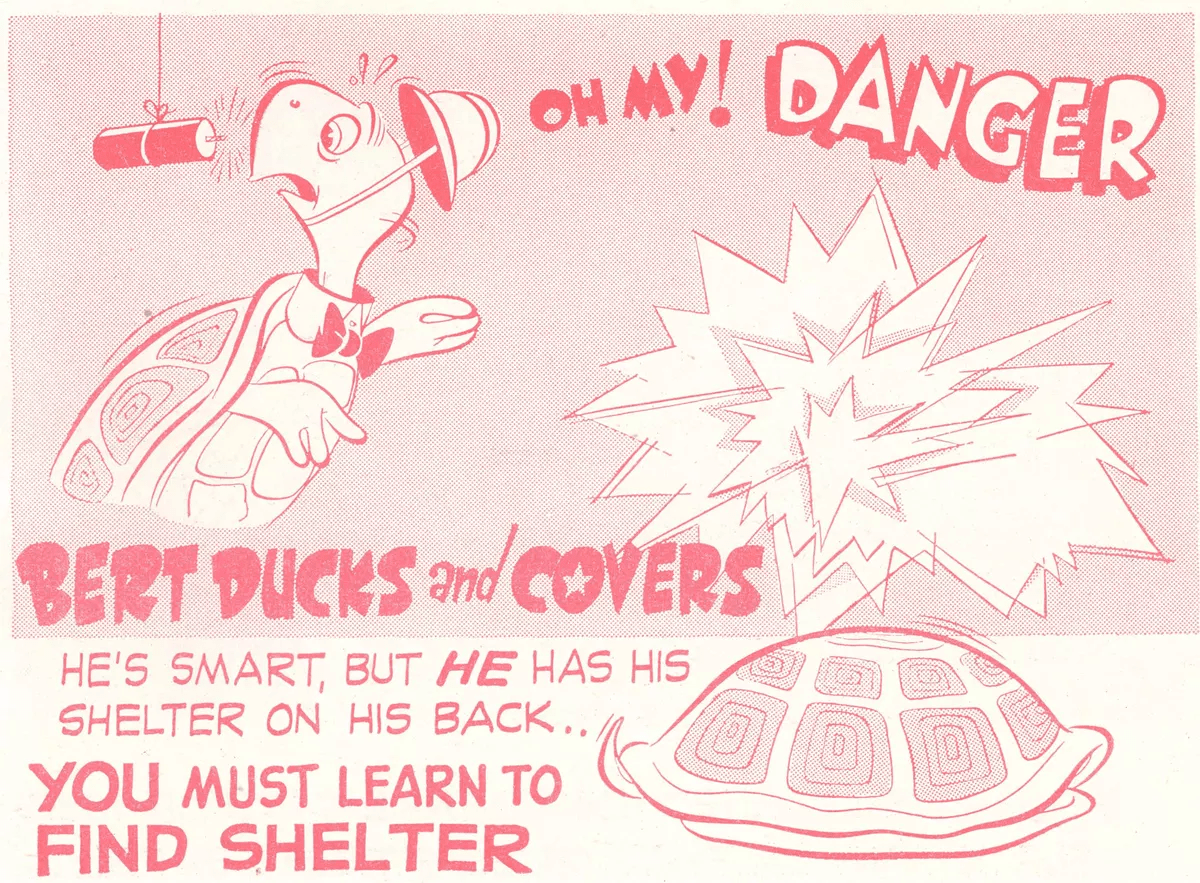
L'épisode est en partie inspiré du court métrage Duck and Cover.